# Robert Wiene
Robert Wiene (27. dubna 1873 Vratislav – 15. července 1938 Paříž) byl německý filmový režisér a herec židovského původu narozený na území dnešního Polska. Sám sebe však označoval jako Čechoslováka a Maďara. Proslavil se filmovým hororem Kabinet doktora Caligariho (Das Kabinett des Doktor Caligari), který natočil roku 1919, a který je považován za zakladatelské dílo filmového expresionismu. Z jeho dalších snímků zaujal horor Genuine (1920), adaptace Zločinu a trestu Fjodora Michajloviče Dostojevského nazvaná Raskolnikov (1923), horor Orlakovy ruce (1924) či adaptace Straussovy opery Růžový kavalír (1925). S pádem expresionismu a koncem němého filmu na konci 20. let 20. století jeho sláva pohasla. Po nástupu nacismu k moci odešel do Spojeného království a posléze do Francie, kde spolupracoval mj. s Jean Cocteauem a kde před začátkem druhé světové války také zemřel. Jeho otec Carl Wiene a bratr Conrad Wiene byli známí herci.

## Fotografie

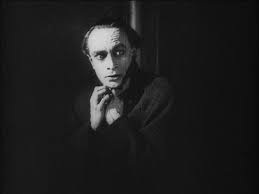
Snímek z hororu Orlakovy ruce
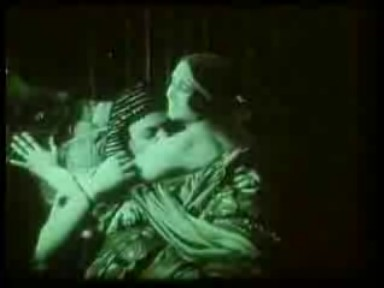
Snímek z filmu Satan (1920) podle Wieneho scénáře